# مرکزگرایی چین
مرکزگرایی چین، سینوسنتریسم (انگلیسی: Sinocentrism) اشاره به این ایدئولوژی دارد که چین مرکز فرهنگی، سیاسی یا اقتصادی جهان است.

## بررسی اجمالی و زمینه
بسته به زمینه تاریخی، مرکزگرایی چین می‌تواند به قوم‌مداری جامعه و فرهنگ مردم هان اشاره کند. این مفهوم در میان نخبگان چینی تا آخر دودمان چینگ محبوب بود. این مفهوم در قرن نوزدهم به پایان رسید و در قرن بیستم نیز ضربات دیگری را متحمل شد و در نتیجه امروزه در بین مردم چین محبوبیت چندانی ندارد.
در دوران پیش از مدرن، چین به عنوان پیشرفته‌ترین تمدن در جهان، و گروه‌های قومی خارجی یا ملت‌های خارجی به عنوان بربرها در درجات مختلف، تمایز داده می‌شدند.